# Museo diocesano matronei Altamura
Il Museo diocesano matronei Altamura (o MUDIMA) è un museo realizzato all'interno della Cattedrale di Altamura, al quale si accede attraverso l'entrata laterale.  Occupa i piani superiori della Cattedrale di Altamura, i cosiddetti matronei e le sedi adiacenti. Il museo contiene i reperti, statue antiche risalenti al Medioevo, al Quattrocento e Cinquecento. Sono esposti anche breviari, lettere notarili, reliquie e tutti i beni conservati all'interno della Cattedrale di Altamura. Degno di nota è anche il cosiddetto mantello di Murat.

## Storia
Il museo è stato aperto nel 2016 da monsignor Giovanni Ricchiuti, vescovo della Diocesi di Altamura-Gravina-Acquaviva delle Fonti.